# Favignana (Sizilien)
Favignana ist eine italienische Gemeinde im Freien Gemeindekonsortium Trapani der Autonomen Region Sizilien. Die Gemeinde hat 4512 Einwohner (Stand 31. Dezember 2023) und umfasst die Ägadischen Inseln im Mittelmeer an der Westspitze von Sizilien.

## Geographie
Das Gemeindegebiet ist insgesamt 38,32 km² groß. Rund die Hälfte davon macht die Hauptinsel Favignana mit einer Fläche von 19,8 km² aus. Es folgen Marettimo mit 12,3 km² und Levanzo mit 5,82 km². Die übrigen Inseln wie Formica und Maraone sind relativ unbedeutend.
Die nächstgelegenen Gemeinden sind die auf der sizilianischen Hauptinsel gelegenen Städte Marsala, Paceco und Trapani.

## Verkehr
Die Insel ist durch Tragflügelboote mit den Häfen von Trapani und Marsala verbunden.

## Bevölkerung
Rund 80 % der insgesamt 4512 Einwohner der Gemeinde (Stand 31. Dezember 2023) leben auf der Hauptinsel Favignana im gleichnamigen Hauptort.
| Jahr      | 1921 | 1951 | 1971 | 1991 | 2001 | 2011 |
| --------- | ---- | ---- | ---- | ---- | ---- | ---- |
| Einwohner | 6116 | 6714 | 4717 | 4335 | 4137 | 4185 |

Quelle: ISTAT